# Alex Candelario
Alex Candelario (Las Vegas, 26 februari 1975) is een Amerikaans wielrenner die anno 2012 uitkomt voor  Team Optum p/b Kelly Benefit Strategies.
Candelario was in 2010 tweede op het Amerikaanse kampioenschap op de weg bij de elite.

## Belangrijkste overwinningen
2004
- 4e etappe Redlands Bicycle Classic

2012
- 2e etappe Ronde van Korea